# Lista de pilotos portugueses na Fórmula 1
Quatro competidores fazem parte da lista de pilotos portugueses que já atuaram na Fórmula 1. Dentre eles nenhum sagrou-se campeão e apenas um conseguiu marcar um pódio. Nicha Cabral foi o primeiro português na Fórmula 1 na temporada de 1959. O último foi Tiago Monteiro entre 2005 e 2006.

## Lista
Pilotos ordenados por data de estreia:
| Legenda    | Legenda                    |
| ---------- | -------------------------- |
| Em negrito | Piloto ainda em atividade. |
|            | Piloto campeão do mundo.   |

| # | Piloto         | Origem                        | Temporadas | Equipes | Corridas (Largadas) | Vitórias | Pole positions | Pódios | Pontos | Títulos | Ref         |
| - | -------------- | ----------------------------- | ---------- | ------- | ------------------- | -------- | -------------- | ------ | ------ | ------- | ----------- |
| 1 | Nicha Cabral   | Distrito do Porto (Cedofeita) | 4          | 2       | 05 (4)              | 0        | 0              | 0      | 0      | 0       | [ 1 ]       |
| 2 | Pedro Chaves   | Distrito do Porto (Porto)     | 1          | 1       | 13 (0)              | 0        | 0              | 0      | 0      | 0       | [ 2 ] [ 3 ] |
| 3 | Pedro Lamy     | Distrito de Lisboa (Alenquer) | 4          | 2       | 32                  | 0        | 0              | 0      | 1      | 0       | [ 4 ]       |
| 4 | Tiago Monteiro | Distrito do Porto (Porto)     | 2          | 2       | 37                  | 0        | 0              | 1      | 7      | 0       | [ 5 ]       |